# Economia de São Carlos
A cidade de São Carlos é um importante centro regional industrial, com a economia fundamentada em atividades industriais e na agropecuária (neste setor, destaca-se a produção de cana-de-açúcar, laranja, leite e frango). Servida por sistemas rodoviário e ferroviário, São Carlos conta com uma unidade comercial da multinacional suíça Leica Geosystems e com unidades de produção de algumas empresas multinacionais, dentre as quais a Volkswagen, Faber-Castell (a subsidiária são-carlense é a maior do grupo em todo o mundo, produzindo 1,5 bilhão de lápis por ano), Electrolux Tecumseh, Husqvarna, LATAM MRO/LATAM MRO, Serasa Experian e Grupo Segurador BB-MAPFRE. Algumas unidades de produção de empresas nacionais, dentre as quais Toalhas São Carlos, Tapetes São Carlos, Papel São Carlos, Prominas Brasil, Latina, Engemasa, Apramed e Piccin.

## Agropecuária e mineração

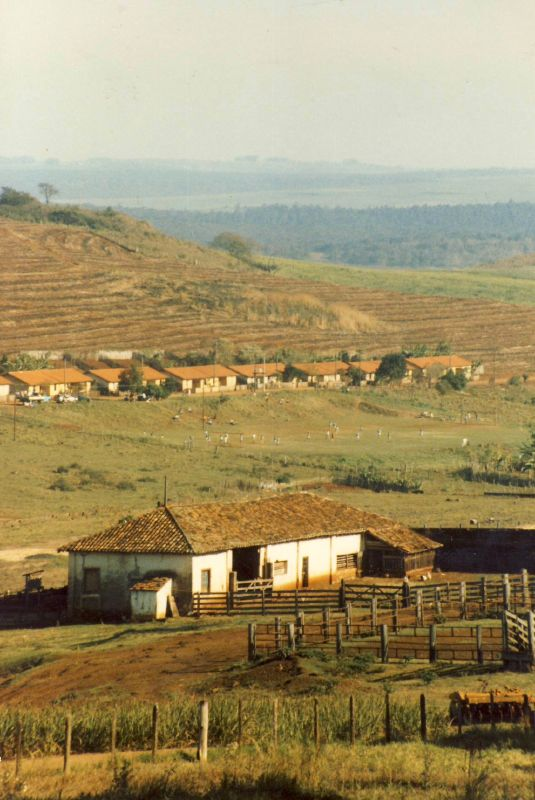
Casa na zona rural

Com relação à cultura dos antigos povos indígenas da região, apesar de haver alguns estudos sobre, não são discutidos os hábitos alimentares e agrícolas de tais grupos. Quanto aos primeiros posseiros, no início do século XIX, após a derrubada de matas, sabe-se que formavam pequenas lavouras de subsistência, nas quais cultivavam arroz, feijão, milho, além de apascentar gado. Mais tarde, com a expropriação das terras destes pequenos lavradores por latifundiários, passam a ser implantadas grandes fazendas, com lavouras comerciais.
A primeira atividade econômica da região, então denominada de "campos de Araraquara", foi a criação de gado bovino em fazendas. O primeiro cultivo de cana-de-açúcar data de 1825, sendo que, a partir daí, passaram a surgir fazendas mistas, com produção de cana e criação de gado. A lavoura de cana se consolidaria após 1840, em termos de importância e industrialização. O grande mercado consumidor e distribuidor dos produtos da região era, à época, Piracicaba. Quando da fundação da cidade de São Carlos, em 1857, pouco havia na região além de algumas fazendas tocadas a braço escravo, lidando com a criação de alguns bovinos e suínos, além de um incipiente cultivo de cana-de-açúcar.
Os primeiros pés de café da região foram plantados em 1831, entretanto, a produção cafeeira só ganharia relevo a partir da abertura da ferrovia em 1884, concomitante à incorporação de mão-de-obra imigrante no trabalho rural. Nessa época, ocorreram grandes feitos locais, como obras públicas, e a elevação da Vila à categoria de Cidade, em 1880, que era um título honorífico do período imperial. Isso levou a um certo ufanismo em comparações feitas com a vizinha Araraquara, elevada a Cidade apenas em 1889. Data daí a rivalidade com a cidade vizinha, que manteve-se por todo o século XX, e que perdura até hoje, ainda que atenuada. No final da década de 1910, entretanto, os cafezais começaram a entrar em decadência, possivelmente pelo envelhecimento dos cafeeiros, ou ainda, pela despreocupação dos fazendeiros em conservar a riqueza do solo.
Após a crise de 1929, a produção cafeeira conseguiu se manter ainda por alguns anos graças à política de valorização do café. Entretanto, o período de 1934 a 1950 seria marcado por um inequívoco retrocesso do setor agrícola em São Carlos. Concorreram para isso a dificuldade de substituir o café por policulturas, em razão do problema de fertilidade do solo, além da rigidez da estrutura agrária, uma vez que a pequena propriedade se difundiu lentamente no município, em comparação com regiões vizinhas como Araraquara ou Rio Claro. Nesse mesmo período, seria intenso o êxodo rural, além de que a população total do município diminuiria, havendo migrações para outras cidades mais a oeste, em áreas pioneiras recém-abertas, onde os colonos imigrantes tinham mais condições de se tornarem proprietários. Embora, a partir dos anos 1930-40, tenha havido um crescimento do número de pequenas propriedades rurais, com a divisão de terras entre herdeiros das grandes fazendas, além da ação da Companhia de Agricultura, Imigração e Colonização (CAIC), tal processo se deu de forma tímida, uma vez que o acesso à terra pelos imigrantes e outras populações era extremamente limitado.
A decadência da cidade seria atribuída, na imprensa da época, à falta de civismo dos são-carlenses, ou às lutas políticas locais. A década de 1940 seria permeada por campanhas buscando a projeção e reerguimento da cidade, as quais, não raro, desembocaram em bairrismo, havendo disputas com cidades vizinhas, e conferiram a São Carlos um ar provinciano, de certo modo.
Ainda no final da década de 1930, entendendo o caráter mais ou menos permanente da crise do café, os agricultores de São Carlos saíram em busca de uma alternativa, reorganizando a produção em suas terras com vistas à criação de gado leiteiro. Em 1937, esses produtores organizaram uma cooperativa de laticínios. Mais tarde, o município constituiria uma importante bacia leiteira. Após o domínio da bacia leiteira nos anos 1970 e 1980, passa a crescer em importância a produção de cana-de-açúcar, com os incentivos do Proálcool.
Em 1991, o município passa de sede de Delegacia a sede de Divisão Regional Agrícola, em razão do desenvolvimento da atividade industrial.
Atualmente, no setor agropecuário do município, destacam-se as redes agroindustriais de produção: sucroalcooleira, de citricultura, de laticínios, de carne bovina, de avicultura de corte, e de silvicultura, com florestamentos de Eucalyptus sp. e Pinus sp.
Nas últimas décadas, muitas áreas de pastagem estão sendo substituídas por áreas de lavoura. No caso das lavouras temporárias, a maior parte é destinada ao cultivo de cana-de-açúcar, enquanto a maioria das lavouras permanentes é destinada ao cultivo de laranja. A propósito, a cidade se insere na bacia do rio Mogi-Guaçú, região que constitui os principais complexos agroindustriais citrícola e canavieiro paulistas.
Na mineração, o município não possui grandes jazidas com significância no mercado nacional, produzindo apenas insumos voltados para o setor da construção civil, especialmente areia e a brita.
Em termos de estrutura fundiária, na área rural, predominam pequenas e médias propriedades. Embora o município conte com mais de mil propriedades rurais, as unidades de produção agrícola giram em torno de apenas 800. Essa diferença se deve ao processo de desmembramento de pequenas propriedades com fins não agrícolas, como chácaras de lazer e moradias rurais, surgidas a partir dos anos 1970.

## Indústria
O processo inicial de industrialização em São Carlos e, de modo geral, no Brasil, é tributário da acumulação de capitais gerada pela cultura cafeeira no Estado de São Paulo no final do século XIX e início do século XX. Com o fim da escravidão, os fazendeiros paulistas preferiram adotar o regime de mão-de-obra livre, com trabalhadores assalariados, a verem esfacelado o sistema de latifúndios. Assim, introduziram um pré-requisito do sistema industrial, a economia monetária, que minaria a autossuficiência e o patriarcalismo dos domínios rurais. Surgiu, assim, uma classe média urbana, intermediária entre os fazendeiros e colonos, desempenhando muitos ofícios novos ou antes desempenhados pelos escravos nos latifúndios: ferreiros, mecânicos, maquinistas, carpinteiros, marceneiros, pedreiros, serralheiros, sapateiros, guarda-livros, farmacêuticos, administradores, capatazes, etc. Embora não fossem assalariados agrícolas, exploravam indiretamente as necessidades do meio rural. Essa classe média, que ampliava o mercado de consumo, antes restrito às elites rurais, se tornaria dominante no século XX.

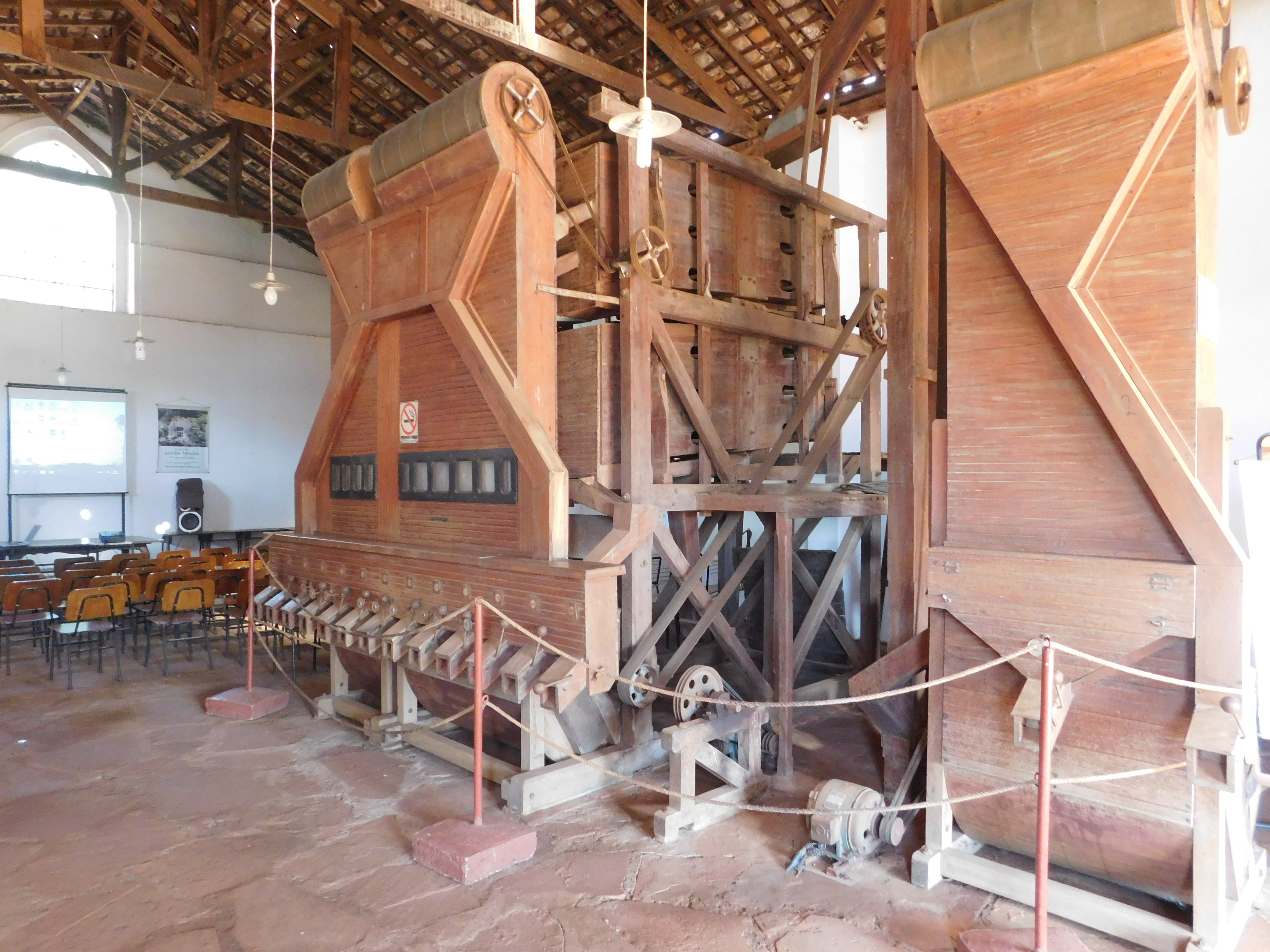
Máquina beneficiadora de café, numa tulha da fazenda Santa Maria do Monjolinho

A importação de imigrantes europeus favoreceu também a indústria por vários motivos, trazendo novas atitudes, técnicas e atividades. Por exemplo, os imigrantes tinham mais condições de resistir ao patrimonialismo dos fazendeiros, que, muitas vezes, tentavam retribuir o trabalho com outras maneiras além do salário. Além disso, traziam novas técnicas e experiências profissionais obtidas no Velho Mundo, podendo atuar como mão-de-obra especializada, ou mesmo como pequenos empreendedores. Enfim, não havia, praticamente, uma população paulista nativa com um estilo de vida urbano, o que favoreceu a iniciativa industrial pelos imigrantes.
Graças também ao café, foram estabelecidos outros elementos importantes para a indústria: a ferrovia, a energia elétrica. Com um sistema de transportes, possibilitou-se um mercado integrado no Estado de São Paulo. Além disso, a própria ferrovia demandava uma série de novas funções industriais. Enfim, a própria constituição urbana das cidades, deixando de ser meros apêndices do campo para contar com atividades bancárias relacionadas ao café e com um comércio mais desenvolvido, favoreceu a industrialização.
Em São Carlos, a primeira atividade industrial a se estabelecer foi a indústria de beneficiamento de café e cereais, inicialmente ainda nas prórias fazendas, depois na cidade. Em geral, essas indústrias eram instalados pelos latifundiários, os quais, entretanto, pouco investiram em outras atividades industriais, além dos investimentos em infraestrutura, como a ferrovia.

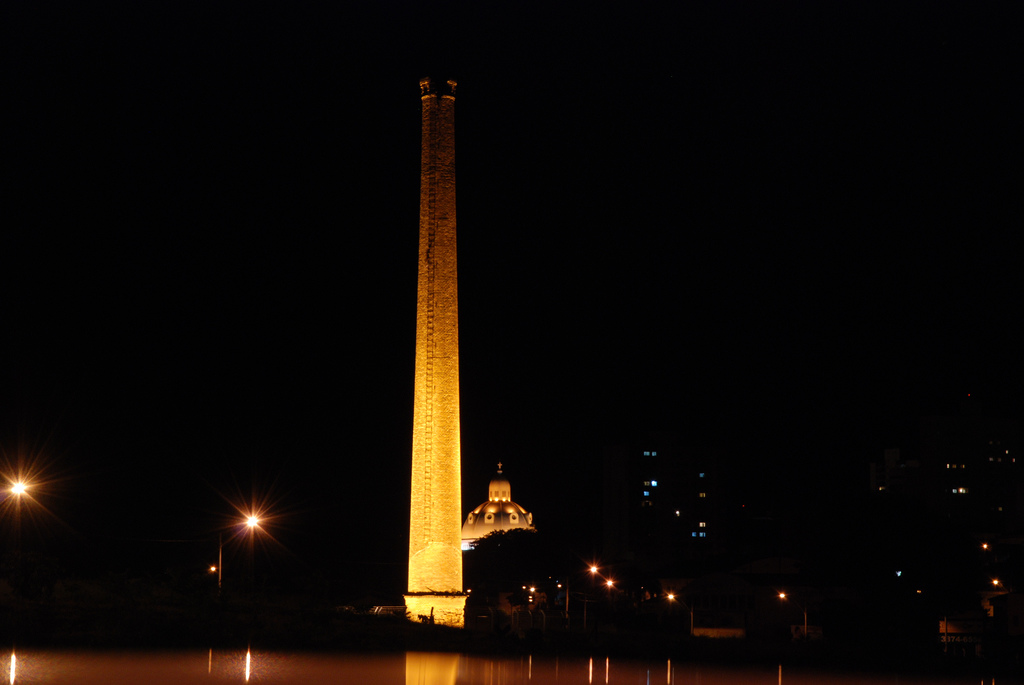
Parque da Chaminé, antiga fábrica de adubos Facchina

A seguir, desenvolveu-se, no meio urbano, em decorrência do comércio de café, um novo tipo de indústria, em geral artesanal, cujo agente principal seria o imigrante. Essa indústria se orientaria para dois mercados, o de artigos para consumo popular, e o de produtos utilizados nas fazendas. Nessa última categoria enquadram-se, por exemplo, as Indústrias Giometti, de peneiras e pregos, até hoje existente, ou a fábrica de adubos Facchina.
Durante as primeiras décadas do século XX, a cidade, sendo um dos centros urbanos mais desenvolvidos do interior paulista, atraiu não apenas mão-de-obra, mas também empresas e capitais externos. Nesse período, até meados dos anos 1940, a produção local seria composta por um quinteto básico de serrarias, fábricas de adubo, de pregos, de tecelagem e de lápis.
Com a crise cafeeira de 1930, surgiu um novo padrão de acumulação industrial, sobretudo na capital, mas também em alguns núcleos do interior, incluindo São Carlos. Em Araraquara, que contava com uma base agrícola mais diversa, o desenvolvimento da indústria teve por base, principalmente, o processamento de produtos agrícolas, que constitui a atual agroindústria alimentar, ainda hegemônica no município. Ribeirão Preto também teve um caso semelhante.
Em São Carlos, o período da década de 1930 teve tanto tendências quanto contratendências industrializantes. No entanto, mesmo antes da crise, a cidade já contava com um compartimento industrial relativamente diversificado, em comparação com cidades de porte similar. Nos anos 1930, por um lado, havia a crise das indústrias vinculadas estritamente ao café, além da competição da indústria da capital, que conquistava novos mercados no interior. Por outro, foram beneficiadas em São Carlos as empresas dentetoras já de certo porte, que atendiam mercados regionais, ou ainda, algumas empresas de pequeno porte, que pertenciam a ramos de negócios reconhecidos como especialidades da cidade, como a indústria moveleira, e as alfaiatarias de ternos.
A fase seguinte da industrialização em São Carlos é marcada pela substituição das importações, em paralelo à Segunda Guerra. Ocorreria, inclusive, o florescimento de algumas atividades surgidas na década anterior, chamadas "indústrias da crise", como a indústria leiteira e, especialmente, a têxtil, a qual contava com integração vertical.
São Carlos passou a ser conhecida, portanto, como um núcleo industrial de relativa importância, apesar da influência da capital. Assim como no meio rural, a maioria das grandes indústrias passara a ser administrada da capital, enquanto, na cidade, restava um grande números de pequenos e médios empresários de origem imigrante.
No pós-guerra, entretanto, a maioria das indústrias têxteis locais, com maquinário obsoleto, foi facilmente superada pelas indústrias de países desenvolvidos. Além disso, a partir de meados dos anos 1950, com um capitalismo mais maduro no Brasil, as indústrias dos imigrantes empresários passam a enfrentar dificuldades, seja pela gestão de padrão tradicional, seja pela rejeição à inserção dos imigrantes no meio político das elites rurais.
Isso seria compensado em parte, pela instalação da Tapetes São Carlos, e a fábrica de conservas da Hero, casos singulares por terem se aproveitado de vínculos importantes com o exterior, importando tecnologia, embora se tratem de empresas de capital nacional. Aliás, no período, as únicas indústrias locais processadoras de alimentos, com porte razoável, seriam a Cooperativa de Laticínios, e a Hero.
Nos anos 1950, o grupo Pereira Lopes, com a fábrica Climax, produtora de refrigeradores, teria influência econômica e política decisiva sobre a cidade. Nos anos 1960, outra enorme empresa, igualmente pioneira no Brasil, seria construída pelo grupo, a CBT, fábrica de tratores.
Essa seria a primeira fase de industrialização pesada em São Carlos. Apesar de ter havido uma retomada do crescimento industrial na cidade nos anos 1950, nas duas décadas seguintes acentuou-se novamente o processo de concentração da industrialização na metrópole, causando grande concorrência. Na década de 1980, entretanto, o processo de interiorização da indústria paulista, iniciado nos anos 1970, se intensificou.
São Carlos hoje tem um perfil industrial ativo, possuindo unidades de produção de várias empresas multinacionais. Destacam-se entre as grandes unidades industriais, as fábricas da Volkswagen, Faber-Castell, Electrolux, Tecumseh do Brasil, Husqvarna, Toalhas São Carlos, Tapetes São Carlos, Papel São Carlos, Prominas Brasil, Opto Eletrônica, Latina, Sixtron Company. A cidade possui ainda o LATAM MRO, localizado na antiga fábrica da Companhia Brasileira de Tratores (CBT).

## Comércio e serviços

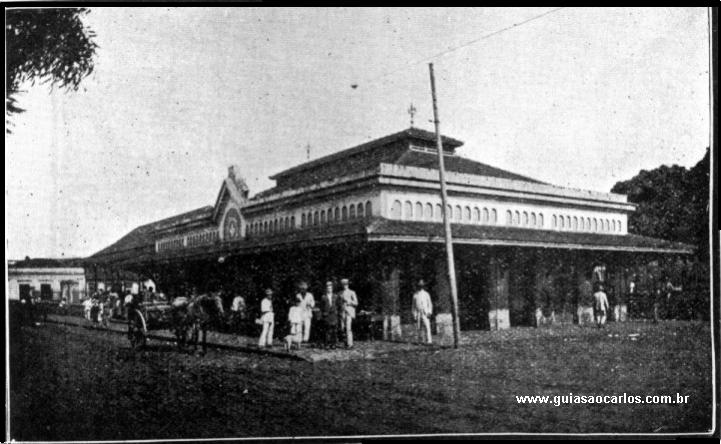
Antigo Mercado Municipal

A primeira iniciativa de usar um sistema bancário na cidade é de 1869, mas demorariam alguns anos até a instalação de bancos.
Coma a chegada da estrada de ferro, em 1884, muitos fazendeiros passaram a residir na área urbana. Logo em seguida, isso gerou um surto na construção civil, aquecendo o comércio de materiais de construção. Em 1886, foi inaugurado o Matadouro Municipal, e em 1903, o Mercado Municipal.
Em 1890, é criada a primeira Casa Bancária da cidade. Em 1892 passariam a funcionar bancos com capital local, o Banco de São Carlos e o Banco União de São Carlos. Este último figuraria entre os dez maiores bancos paulistas do final do século, em tamanho de ativos.
Mesmo com um comércio ainda incipiente, em 1904, é fundada uma Associação Comercial. Em 1911, com a instalação da primeira indústria de porte, a Fábrica de Tecidos Magdalena, surgem pequenas indústrias de vestuário e várias alfaiatarias.
Nos anos 1960, o setor de comércio e serviços ainda era pouco desenvolvido, levando a população a recorrer, muitas vezes, a cidades vizinhas, como Araraquara e Ribeirão Preto. Na década seguinte, o setor passou por uma diversificação e consolidação, em especial no centro da cidade. Isso alterou significativamente o uso e ocupação do solo dessa área, na qual se iniciava, também, a verticalização. Houve a substituição intensa de moradias por atividades comerciais e de serviços, desbalanceando o antigo uso misto da região. Por outro lado, o desenvolvimento do setor bancário levaria à aquisição e demolição de antigas residências do centro.
Nos anos 1990, houve um crescimento da oferta de serviços pelo setor terciário na cidade, não apenas nos setores tradicionais, mas também naqueles mais capital-intensivos e utilizadores de mão-de-obra qualificada, como os serviços de telecomunicações, informática, pesquisa e desenvolvimento, e publicidade. A oferta desses serviços, caracteristicamente concentrados na metrópole, teve um aumento devido à reestruturação do setor industrial local, havendo um incremento de tecnologia no processo produtivo, ampliando a demanda por tais serviços.

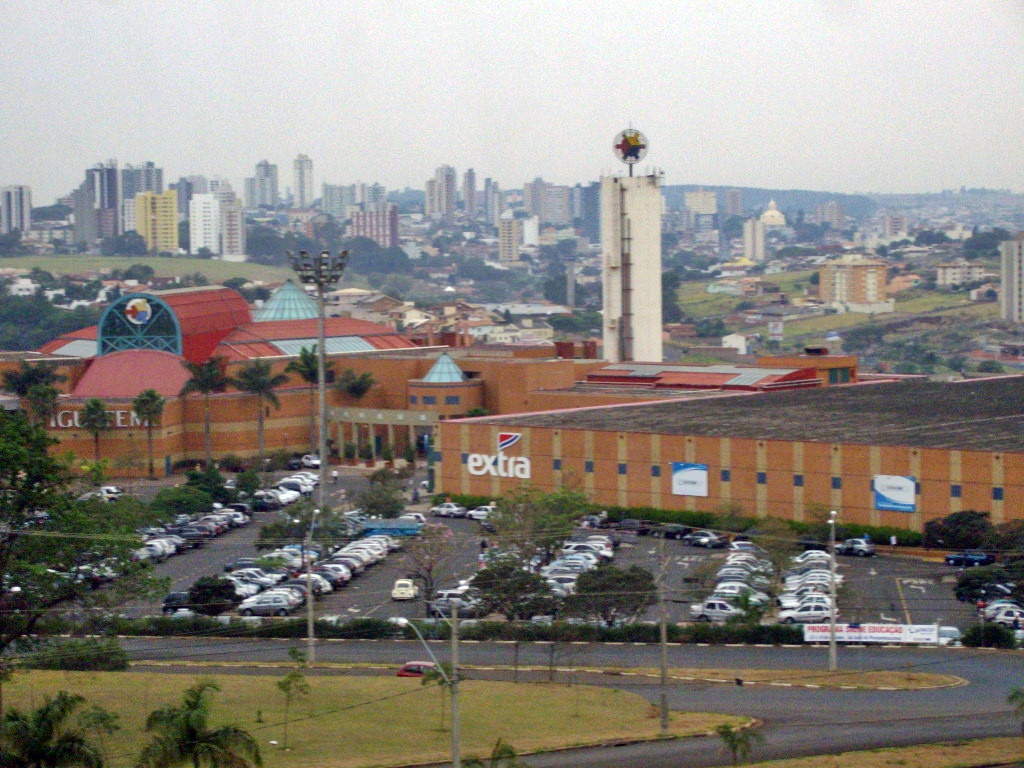
Visão do Iguatemi Shopping

Também nos anos 1990, houve a instalação de algumas cadeias de magazines de projeção nacional. Em 1997, foi inaugurado o primeiro shopping, o Iguatemi, direcionado ao consumo da classe média alta. Diante dessas novas formas de comercialização, o comércio tradicional teve de se reorganizar.
Atualmente, as principais atividades econômicas da cidade, em termos de números de estabelecimentos, são: o comércio varejista, o setor de alimentação, o comércio e reparação de veículos, e atividades de atenção à saúde humana.
Apesar de terem ocorrido recentes modificações socioespaciais em São Carlos, ainda hoje as agências bancárias prevalecem no centro.
Dentre os principais centros comerciais de São Carlos estão:
- Região central, incluindo o Calçadão da General (anos 1990) e o shopping Beira Rio (ou camelódromo, barraquinhas, anos 2000)
- Shopping Iguatemi (1997): a cidade conta com um shopping center de 105 lojas, o Iguatemi São Carlos, que conta com âncoras conhecidas como a Lojas Riachuelo, Pernambucanas, C&A, Lojas Renner, Extra (varejo), Ponto Frio e a Paquetá Esportes, entre outras lojas como Lojas Marisa e a Companhia Hering.
- Passeio São Carlos (2015): centro de compras com mais de 13 mil metros quadrados de Área Bruta Locável e 450 vagas de estacionamento. Localizado próximo ao campus I da USP, na Marginal Francisco Pereira Lopes, que concentra grande fluxo de carros e pessoas em todos os horários do dia, o Passeio São Carlos está inserido numa das melhores regiões da cidade, com mais de 16 mil domicílios com renda média familiar superior a 6 mil reais em sua área primária. O centro comercial conta com 1 supermercado da rede Savegnago, 1 Home Center Telhanorte, 1 Drive Thru (Burger King), Praça de Alimentação e 35 lojas.
- Galerias:
  - Galeria Dubai, com 36 lojas, que fica localizada na Vila Prado, próximo a UPA daquela região
  - América Shopping Mall, que conta com 26 lojas, fica localizado no Santa Felícia, próximo a UPA
  - Estação Damha Mall, conta com 22 lojas dos mais diversos tipos, este fica localizado na região da ABASC
- São Carlos Shopping (planejado): em 2012, o Grupo Encalso comprou área da antiga Faber Castell no centro da cidade, planejando uma obra de 27 mil metros quadrados em dois edifícios, sendo uma parte residencial, com 178 apartamentos, deck park e a outra abrigando o Shopping Center, além de um hotel. São previstas 202 lojas, sendo 6 delas âncoras, distribuídas em 4 pisos e em 25.875m2 de ABL, além de 1900 vagas de estacionamento. As obras deveriam começar em junho de 2014.[79][80]
- BestCenter São Carlos (planejado): em 2014 a BestCenter incorporadora e administradora de imóveis anunciou a construção de um novo modelo de centros de conveniência em São Carlos. Estes BestCenters são ancorados por empresas como a rede Dia de supermercados, o Extra minimercado, Burger King, McDonald’s e Americanas Express. Outros parceiros incluem o Subway, a Hering Store, a Raia Drogasil, Livraria Nobel, Fototica, O Boticário, Cacau Show e a Leader. Em 2015 a incorporadora anunciou a compra de outro terreno na cidade, localizado na av. XV de Novembro, para a construção de mais um centro de compras.
  - BestCenter - Miguel Petroni: a primeira unidade da BestCenter será construída na rua Miguel Petroni, 4.293. Contará com 22 lojas modulares com diversas metragens, e aproximadamente 50 vagas de estacionamento. A previsão de entrega é de até um ano após a aprovação do projeto, que aconteceu em Julho de 2015.[81][82][83]
  - BestCenter - XV de Novembro: a Best Center localizada na rua XV de novembro, nº 3076, contará com dezesseis lojas e 43 vagas de estacionamento, porém ainda não possui data de inauguração divulgada.

## Parque tecnológico
A característica educacional dá à cidade ainda outro título: "Atenas Paulista". Isto faz de São Carlos um importante polo tecnológico, educacional e científico.
Privilegiada por sua localização, próximo ao centro geométrico do estado de São Paulo, São Carlos situa-se em uma região muito procurada para aplicação de capitais por ter grande capacidade de absorver os investimentos e beneficiada por rodovias e ferrovias.
O Polo de Alta Tecnologia teve início na segunda metade do século XX; mais tarde, a cidade foi confirmada como polo industrial do interior do estado, juntamente com cidades como Campinas, Sertãozinho, Franca, São José dos Campos, Santos e Ribeirão Preto, entre outras.
A presença de duas universidades finalmente catalisou a instalação de um parque de alta tecnologia, formado por duas unidades da EMBRAPA, pelo CEAT (Centro Empresarial de Alta Tecnologia), Citesc (Centro de Inovaçãoe Tecnologia São Carlos),a incubadora de empresas (CEDIN-Centro de Desenvolvimento de Indústrias Nascentes)e o Instituto Inova, gestor do Parque EcoTecnológico Damha. A cidade conta também com o ParqTec, nele encontra-se o Science Park que já conta com duas multinacionais, a suíça Leica Geosystems e a israelense Amdocs.
Atualmente, está sendo construído no Parque Eco-Tecnológico Damha, uma indústria de semicondutores de marca Simetrix Corporation, que será a primeira do ramo de semicondutores da América Latina. Serão produzidos chips de memória ferroelétrica para e utilização em bilhetes de transporte coletivo, transações bancárias, e até mesmo telefonia móvel e TV Digital. Consolidando mais um título à São Carlos, como a cidade da "Nanotecnologia" brasileira.[carece de fontes?]